# Elmira Gambarova
Elmira Gambarova, née le 14 mars 1994, est une pratiquante de lutte libre  azerbaïdjanaise.

## Palmarès en lutte libre
- 2017 : 3e place aux Jeux de la solidarité islamique (freestyle 63 kg)
- 2019 : 3e place aux Championnats d'Europe (freestyle 59 kg)
- 2019 : 2de place aux Jeux européens (freestyle 62 kg)[1]